# Burgundia-Franche-Comté
Burgundia-Franche-Comté (în franceză Bourgogne-Franche-Comté), uneori abreviată BFC, este o regiune în estul Franței creată în cadrul reformei teritorial-administrative din 2014 prin fuziunea regiunilor Burgundia și Franche-Comté. Noua regiune a luat ființă la 1 ianuarie 2016 după alegerile regionale din decembrie 2015.

Harta regiunii cu provinciile istorice în diferite culori: Burgundia cu galben, Franche-Comte cu verde, Nivernais cu albastru și Champagne cu mov.

Regiunea se întinde pe o suprafață de 47.784 km2 și avea o populație de 2.811.243 locuitori în 2017. Burgundia-Franche-Comté se învecinează cu Grand Est la nord, cu Île-de-France la nord-vest, cu Centre-Val de Loire la vest, cu Auvergne-Ron-Alpi la sud și cu Elveția (cantoanele Vaud, Neuchâtel și Jura) la est.   

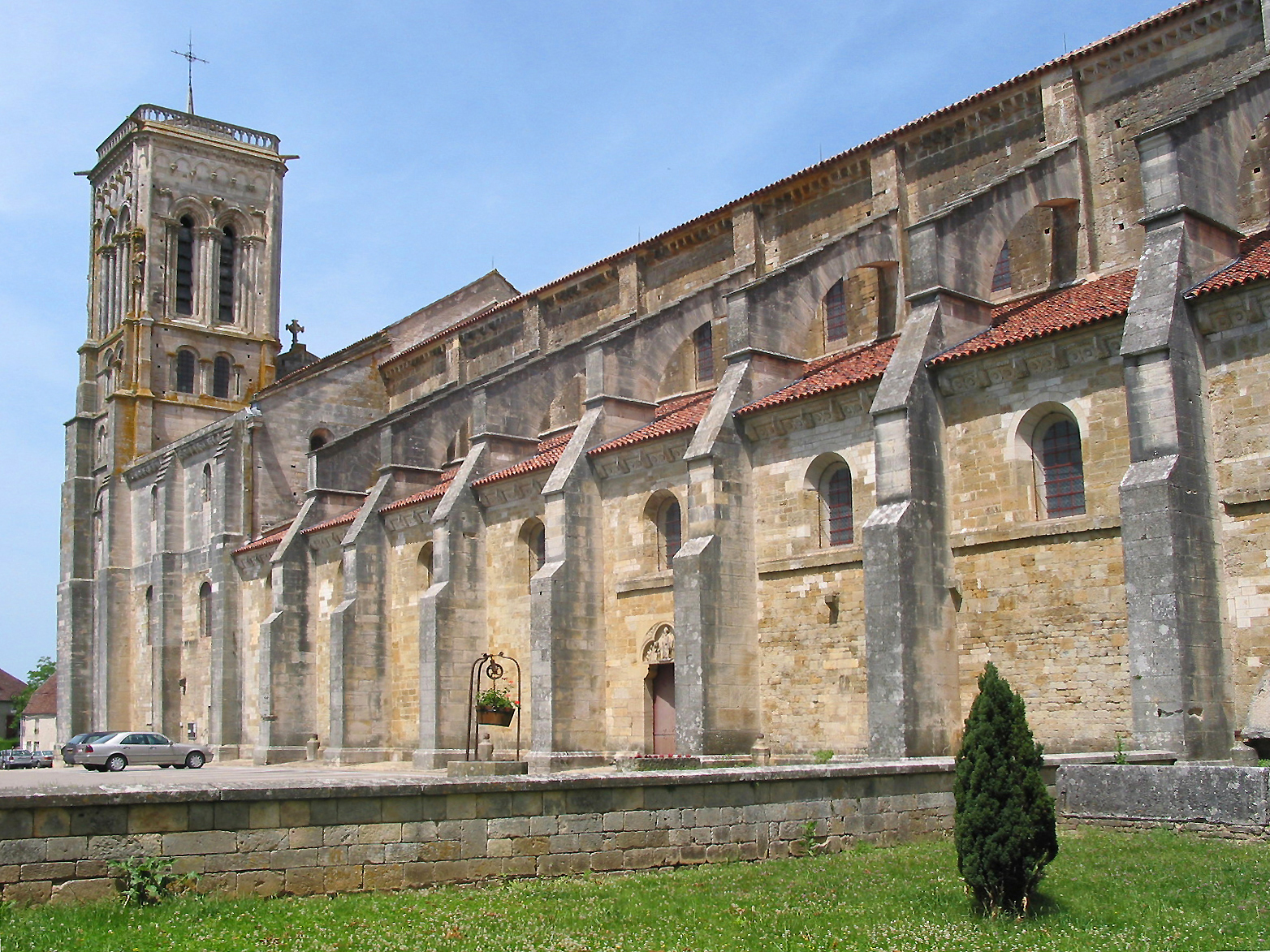
Bazilica din Vézelay

Capitală și cel mai mare oraș este Dijon, iar sediul Consiliului regional se află în fosta capitală a Franche-Comté, orașul Besançon. Unul dintre departamentele regiunii este Teritoriul Belfort, cel mai mic departament din afara regiunii pariziene.  
Produsul intern brut al regiunii însuma în 2018 circa 75,6 miliarde euro, reprezentând 3,2% din economia franceză.